# Guilford County
Guilford County ist ein County im Bundesstaat North Carolina der Vereinigten Staaten. Der Verwaltungssitz (County Seat) ist Greensboro, das nach Nathaniel Greene, einem General im Amerikanischen Unabhängigkeitskrieg benannt wurde.

## Geographie
Das County liegt nordwestlich des geographischen Zentrums von North Carolina, ist im Norden etwa 40 km von Virginia entfernt und hat eine Fläche von 1703 Quadratkilometern, wovon 21 Quadratkilometer Wasserfläche sind. Es grenzt im Uhrzeigersinn an folgende Countys: Rockingham County, Alamance County, Randolph County, Davidson County und Forsyth County.
Guilford County ist in 18 Townships aufgeteilt: Bruce, Center Grove, Clay, Deep River, Fentress, Friendship, Gilmer, Greene, High Point, Jamestown, Jefferson, Madison, Monroe, Morehead, Oak Ridge, Rock Creek, Sumner und Washington.

## Geschichte
Das Guilford County wurde am 1. April 1771 aus Teilen des Rowan County gebildet. Benannt wurde es nach Francis North, 1. Earl Guilford.

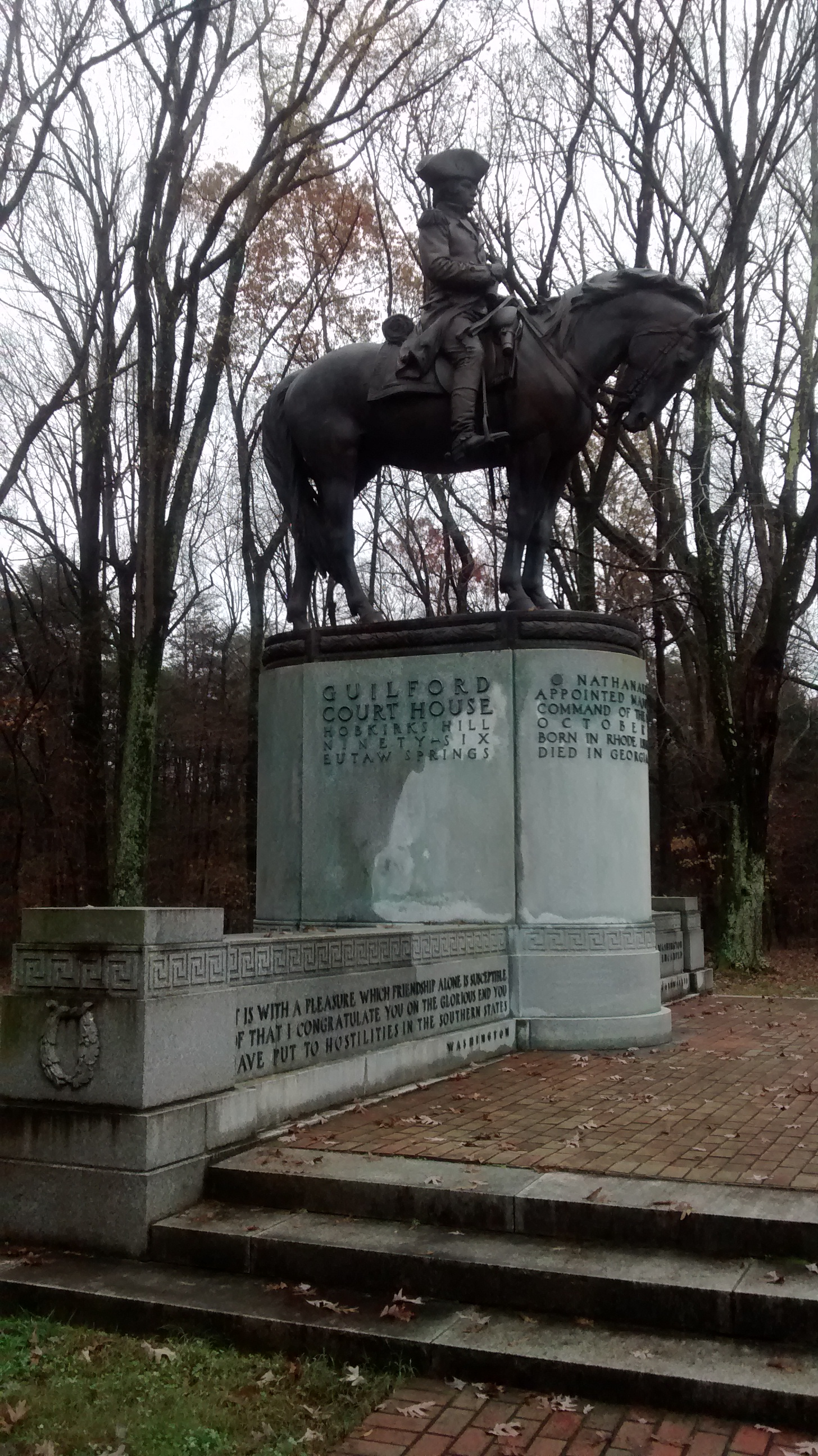
Reiterstatue von General Nathanael Greene (2015) im Guilford Courthouse National Military Park

Im County liegen ein National Military Park, der Guilford Courthouse National Military Park. Ein weiterer Ort im County hat den Status einer National Historic Landmark, die Blandwood Mansion and Gardens. 107 Bauwerke und Stätten des Countys sind insgesamt im National Register of Historic Places eingetragen (Stand 21. Februar 2018).

## Demografische Daten
Nach der Volkszählung im Jahr 2000 lebten im Guilford County 421.048 Menschen in 168.667 Haushalten und 109.802 Familien. Die Bevölkerungsdichte betrug 250 Einwohner pro Quadratkilometer. Ethnisch betrachtet setzte sich die Bevölkerung zusammen aus 64,53 Prozent Weißen, 29,27 Prozent Afroamerikanern, 0,46 Prozent amerikanischen Ureinwohnern, 2,44 Prozent Asiaten, 0,03 Prozent Bewohnern aus dem pazifischen Inselraum und 1,81 Prozent aus anderen ethnischen Gruppen; 1,45 Prozent stammten von zwei oder mehr Ethnien ab. 3,80 Prozent der Bevölkerung waren spanischer oder lateinamerikanischer Abstammung.
Von den 168.667 Haushalten hatten 30,4 Prozent Kinder unter 18 Jahren, die bei ihnen lebten. 48,0 Prozent davon waren verheiratete, zusammenlebende Paare, 13,4 Prozent waren allein erziehende Mütter und 34,9 Prozent waren keine Familien. 27,9 Prozent waren Singlehaushalte und in 8,3 Prozent lebten Menschen mit 65 Jahren oder älter. Die Durchschnittshaushaltsgröße betrug 2,41 und die durchschnittliche Familiengröße war 2,96 Personen.
23,7 Prozent der Bevölkerung waren unter 18 Jahre alt. 11,0 Prozent zwischen 18 und 24 Jahre, 31,4 Prozent zwischen 25 und 44 Jahre, 22,1 Prozent zwischen 45 und 64, und 11,8 Prozent waren 65 Jahre alt oder Älter. Das Durchschnittsalter betrug 35 Jahre. Auf alle weibliche Personen kamen 92,0 männliche Personen. Auf alle Frauen im Alter von 18 Jahren oder darüber kamen 88,6 Männer.
Das jährliche Durchschnittseinkommen eines Haushalts betrug 42.618 $ und das jährliche Durchschnittseinkommen einer Familie betrug 52.638 $. Männer hatten ein durchschnittliches Einkommen von 35.940 $ gegenüber den Frauen mit 27.092 $. Das Prokopfeinkommen betrug 23.340 $. 10,6 Prozent der Bevölkerung und 7,6 Prozent der Familien lebten unterhalb der Armutsgrenze. 13,8 Prozent von ihnen sind Kinder und Jugendliche unter 18 Jahre und 9,9 Prozent sind 65 Jahre oder älter.